# Антен
Анте́н (фр. и окс. Antin) — коммуна во Франции, находится в регионе Юг — Пиренеи. Департамент — Верхние Пиренеи. Входит в состав кантона Три-сюр-Баиз. Округ коммуны — Тарб.
Код INSEE коммуны — 65015.

## География
Коммуна расположена приблизительно в 640 км к югу от Парижа, в 100 км западнее Тулузы, в 21 км к северо-востоку от Тарба.
Коммуна расположена в местности Бигорр. На востоке коммуны протекает река Буэс.

## Климат
Климат умеренно-океанический с солнечной тёплой погодой и обильными осадками на протяжении практически всего года.

## Население
Население коммуны на 2010 год составляло 121 человек.
| 1962 | 1968 | 1975 | 1982 | 1990 | 1999 | 2010 |
| ---- | ---- | ---- | ---- | ---- | ---- | ---- |
| 191  | 179  | 170  | 150  | 131  | 135  | 121  |

## Администрация
| Период | Период | Фамилия   | Партия                    | Примечания |
| ------ | ------ | --------- | ------------------------- | ---------- |
| 1995   | 2020   | Жан Момюс | Союз за народное движение |            |

## Экономика
В 2010 году среди 72 человек трудоспособного возраста (15-64 лет) 50 были экономически активными, 22 — неактивными (показатель активности — 69,4 %, в 1999 году было 73,7 %). Из 50 активных жителей работали 43 человека (26 мужчин и 17 женщин), безработных было 7 (3 мужчин и 4 женщины). Среди 22 неактивных 9 человек были учениками или студентами, 10 — пенсионерами, 3 были неактивными по другим причинам.

## Фотогалерея

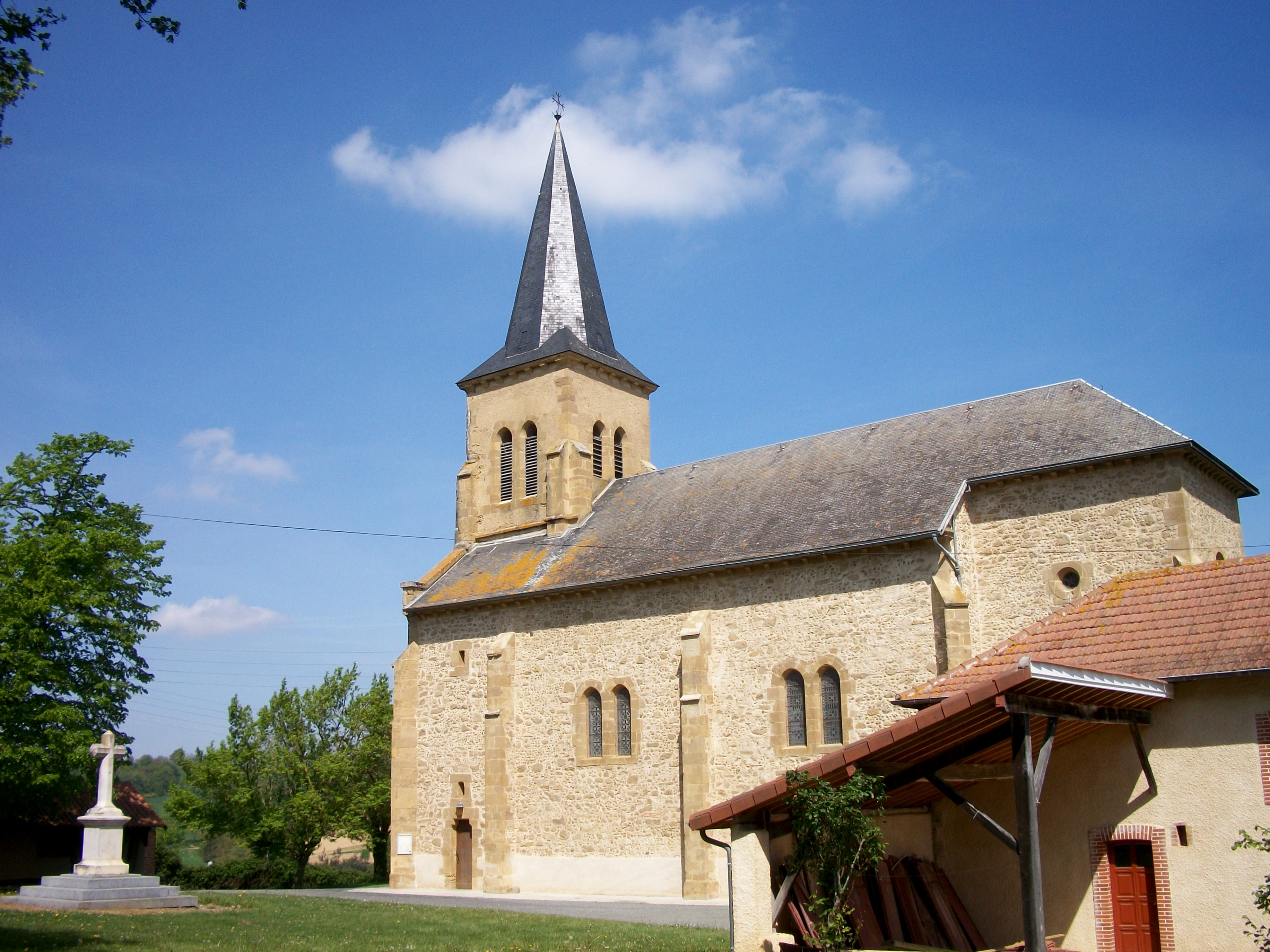
Церковь
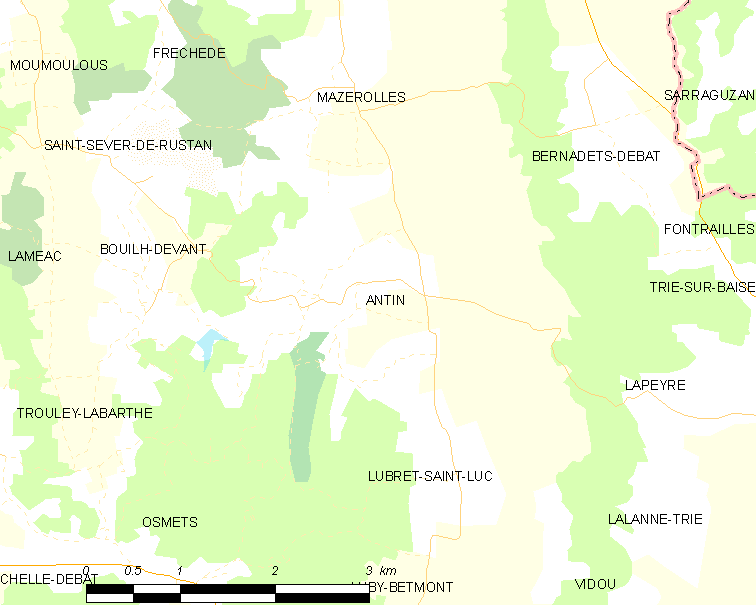
Карта коммуны